# Valens (général)
Pour les articles homonymes, voir Valens (homonymie).
Valens (mort en 409) est un général de l'Antiquité tardive.
Comte des domestiques sous l'empereur Honorius, il fut nommé par Olympius commandant en chef de l'expédition romaine devant dégager Rome de la menace d'Alaric Ier en mars 409. Il partit à la tête de 6 000 hommes de Dalmatie accompagnant Maximilien et Priscus Attale, les deux représentants de Rome, mais ses forces furent anéanties par les troupes d'Alaric en embuscade, Maximilien y compris. Lui parvint à s'échapper.
À Rome, il se rapprocha d'Alaric et fut titré par Attale Maître de la cavalerie. Mais Valens retourna une fois de plus sa veste et trahit Alaric et Attale en renouant avec Ravenne. Il paya de sa vie ses tractations.